# Vårdö, Helsingfors
Vårdö (fi. Vartiosaari) är en ö och en stadsdel i Degerö distrikt i Helsingfors stad. 
Bebyggelsen på Vårdö består mestadels av sommarvillor och sommarstugor. Det finns ingen bro eller annan landförbindelse till Vårdö. Ön nås med skärgårdsbåt eller med elfärja från Rävsundet (beställningstrafik).